# Shōji
Shōji (jap. 障子) – w tradycyjnej architekturze japońskiej, ruchomy, zsuwany ekran do dzielenia pokoju lub jako drzwi do niego, składający się z drewnianych ramek wypełnionych tradycyjnym papierem japońskim washi (和紙) lub, obecnie, także materiałami z tworzyw sztucznych. 

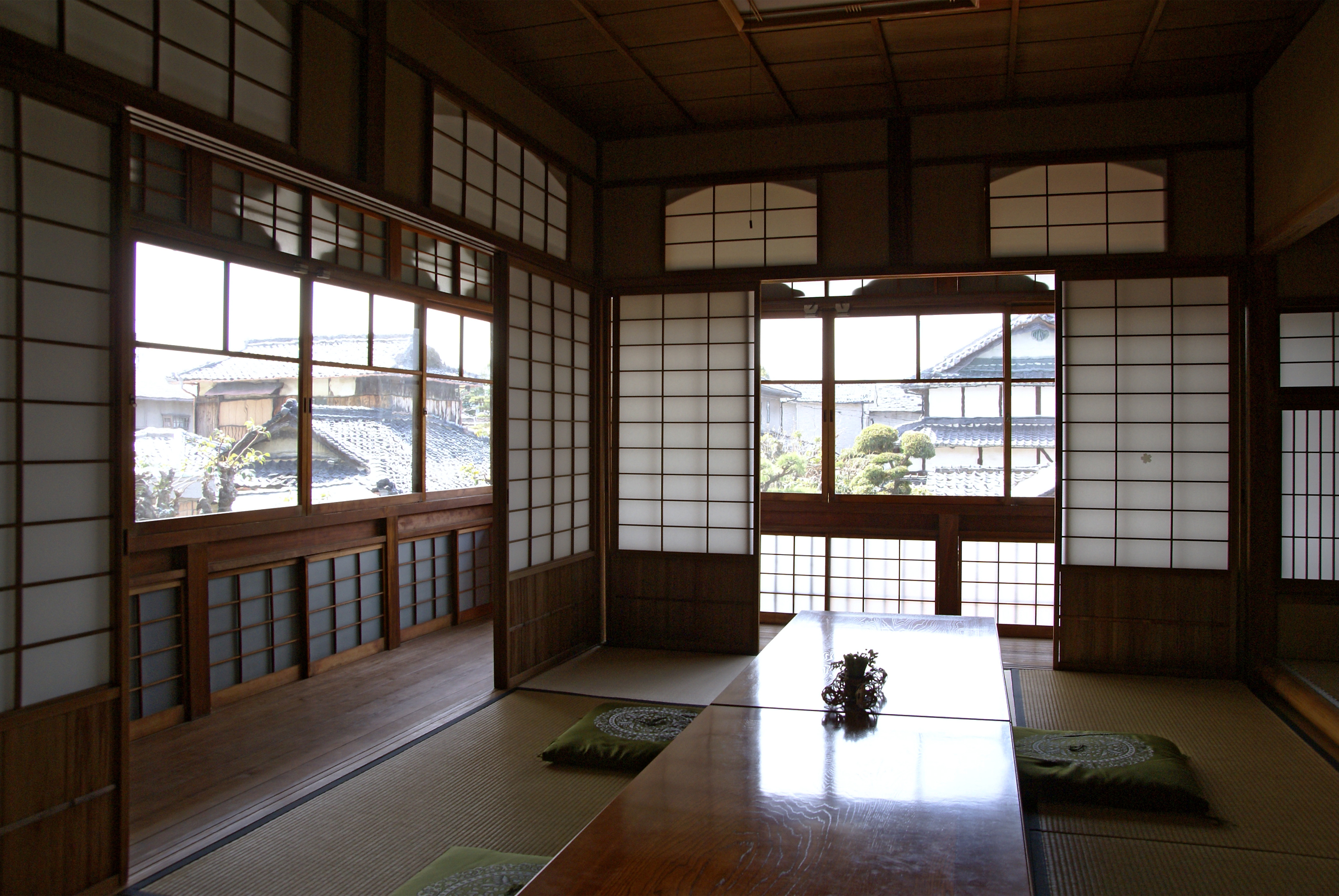
Tradycyjne japońskie wnętrze domu w Tajiri w Osace

Shōji pojawiły się w architekturze japońskiej, gdy w Chinach rządziła dynastia Han. Były wówczas robione z papieru ryżowego. 
Rodzaje shōji to m.in.:
- yokogarasu-shōji (z poziomą szybą, najczęściej w połowie wysokości)
- gakubuchi-shōji (z oknem w środku)
- yukimi-shōji (z przesuwalnym środkowym poziomym panelem)
- koshidaka-shōji (z oknem poniżej połowy wysokości)
- tsuitate (wolno stojąca, niska ścianka działowa)
- byōbu – składany parawan

Podobną rolę jak shōji, spełniają w domu japońskim fusuma, przesuwane panele, nie przepuszczające światła, wykonane z drewna i oklejane papierem, pełniące rolę drzwi i umożliwiające aranżację pomieszczeń. Ich powierzchnia może być ozdabiana malowidłami.